# Прозоровский, Сергей Викторович
Сергей Викторович Прозоровский (1931—1997) — советский учёный и педагог в области микробиологии, доктор медицинских наук, профессор, действительный член АМН СССР (1986; член-корреспондент с 1984) и РАМН (с 1992).  Лауреат Государственной премии Российской Федерации (1997). Директор НИИ эпидемиологии и микробиологии АМН СССР — РАМН (1983—1997).

## Биография
Родился 13 октября 1931 года в Москве.
С 1950 по 1955 год обучался в педиатрическом факультете Второго Московского медицинского института. С 1955 по 1958 год обучался в аспирантуре по кафедре микробиологии этого института, был учеником академика В. Д. Тимакова.
С 1958 по 1997 год на научной работе в НИИ эпидемиологии и микробиологии АМН СССР — РАМН в должностях научный и старший научный сотрудник, с 1971 по 1982 год — заместитель директора этого института по научной работе и одновременно с 1974 по 1983 год — заведующий научно-исследовательской лаборатории L-форм бактерий. С 1983 по 1997 год — директор этого института. С 1983 по 1997 год одновременно с научной занимался и педагогической деятельностью, преподавал в ПМГМУ имени И. М. Сеченова в должностях: заведующий отделом медицинской микробиологии и с 1991 года — заведующий кафедрой инфектологии инфектологии медико-профилактического факультета послевузовского профессионального образования.

### Научно-педагогическая деятельность и вклад в науку
Основная научно-педагогическая деятельность С. В. Прозоровского была связана с вопросами в области микробиологии, физиологии и морфологии патогенных микроорганизмов, изучению микоплазм, легионеллы и L-форм бактерий. Под его руководством были выявлены особенности структурной организации L-форм бактерий и разработана классификация этапов L-трансформации и изучен Легионеллёз (Легионеров болезнь). С. В. Прозоровский являлся председателем — Всероссийского научного общества эпидемиологов, Всесоюзной проблемной комиссии «Медицинская микробиология» АМН СССР и Всесоюзного центра по риккетсиозам, заместителем председателя — Правления Всесоюзного научного общества микробиологов, эпидемиологов и паразитологов и Всесоюзного общество «Знание».
В 1958 году защитил кандидатскую диссертацию, в 1970 году докторскую диссертацию по теме: «Проблема патогенности Л-форм бактерий и микоплазм», в 1974 году ему было присвоено учёное звание профессор. В 1984 году он был избран член-корреспондентом, а в 1986 году — действительным членом АМН СССР, в 1992 году становится — академиком РАМН. Под руководством С. В. Прозоровского было написано около двухсот научных работ, в том числе пяти монографий. В 1997 году за цикл работ по клинике, этиотропной диагностике и терапии неизвестных ранее инфекционных заболеваний он был удостоен Государственной премии Российской Федерации.
Скончался 19 апреля 1997 года в Москве, похоронен на Донском кладбище.

## Награды и премии
- Орден Трудового Красного Знамени
- Государственная премия Российской Федерации (1997)
- Премия имени В. Д. Тимакова АМН СССР (1979)
- Премия имени Н. Ф. Гамалеи АМН СССР (1982)[2]

## Память
- В 1997 году на здании НИИ эпидемиологии и микробиологии имени Н. Ф. Гамалеи РАМН была установлена мемориальная доска.
- В 1997 году кафедре инфектологии медико-профилактического факультета послевузовского профессионального образования ПМГМУ имени И. М. Сеченова  было присвоено его имя[2]